# District de Tong
Le district de Tong (en kirghize : Тоң району) est un raion de la province d'Yssyk-köle dans l'est du Kirghizistan. Son chef-lieu est le village de Bokonbayevo. Sa superficie est de 7 230 km2, et 49 130 personne y résidaient en 2009.

## Géographie

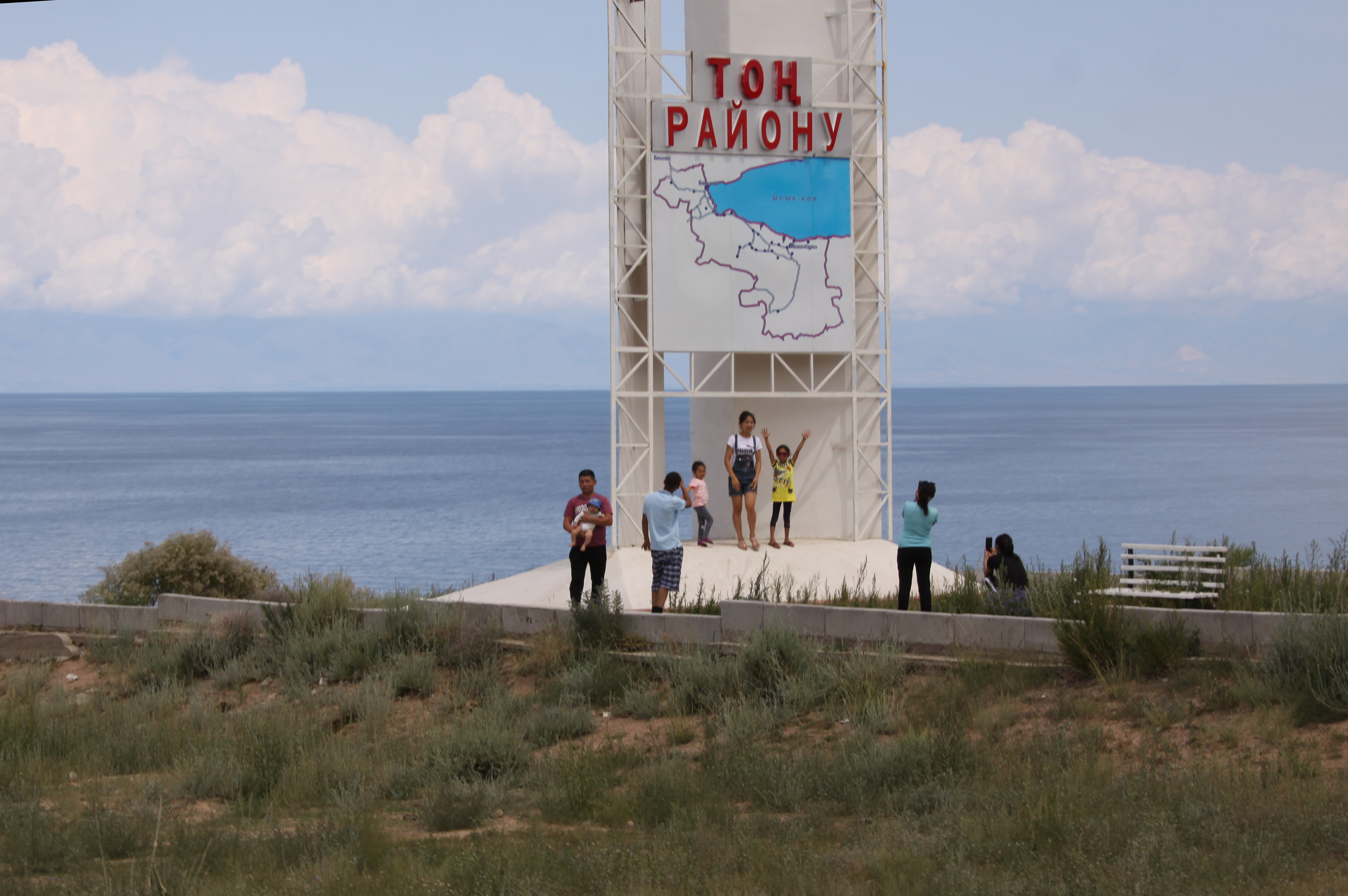
Borne marquant la limite des districts de Tong et de Jeti-Ögüz, sur la rive du lac Issyk Kul

Le district de Tong est frontalier avec les districts d'Issyk Kul au nord-ouest, de Jeti-Ögüz à l'est et au sud-est, de Kotchkor au sud-ouest, de Naryn au sud et de Kemin au nord-ouest. Le lac Issyk Kul baigne sa limite septentrionale.

## Communautés rurales et villages
Le district de Tong comprend 30 villages, regroupés en 9 communautés rurales (aiyl okmotu), :
1. Kaji-Say
2. Ak-Terek (villages Kara-Koo (centre), Ala-Bash, Bar-Bulak, Döng-Talaa, Kalkagar, Kyzyl-Tuu)
3. Kel-Ter (villages Toguz-Bulak (centre), Kel-Ter, Kongur-Ölöng)
4. Kek-Moynok (villages Akulen (centre), Kök-Moynok-1 et Kök-Moynok-2)
5. Eshperovo (villages Eshperovo (centre), Ak-Say, Jer-Üy, Kok-Say)
6. Kyun-Chygysh (villages Bokonbayevo (centre), Archaly)
7. Tong (villages Ton (centre), Kadji-Saz, Ak-Say)
8. Tortkël (villages Tört-Kül (centre), Temir-Kanat, Tuura-Suu)
9. Ulakol (villages Ottuk (centre), Kara-Talaa, Kara-Shaar, Tuura-Suu, Shor-Bulak)